# Microvelia signata
Microvelia signata är en insektsart som beskrevs av Philip Reese Uhler 1894. Microvelia signata ingår i släktet Microvelia och familjen vattenlöpare. Inga underarter finns listade i Catalogue of Life.